# Fraktionsdisziplin
Als Fraktionsdisziplin (in Österreich Klubdisziplin) wird das Ausmaß bezeichnet, in dem die Mitglieder einer parlamentarischen Fraktion ein einheitliches Abstimmungsverhalten zeigen. Als negativ konnotiertes Synonym wird häufig auch der Begriff Fraktionszwang (Klubzwang) verwendet. Er betont den Druck, dem einzelne Abgeordnete von Seiten der Fraktionsführung und anderen Fraktionsmitgliedern ausgesetzt sind, eigene Positionen zugunsten der Fraktionssicht zurückzustellen. Aus Parteiensicht wird hingegen oft der Begriff Fraktionssolidarität benutzt, der das gemeinsame Interesse der Fraktionsmitglieder an einem geschlossenen Auftreten gegenüber den anderen Parteien unterstreicht.
Ein echter Fraktionszwang ist in Deutschland, Österreich, der Schweiz und vielen anderen Ländern verfassungswidrig, da er gegen das Prinzip des freien Mandats verstößt. In Deutschland besagt das Grundgesetz in Artikel 38 Absatz 1 Satz 2, dass Abgeordnete an Aufträge und Weisungen nicht gebunden und nur ihrem Gewissen unterworfen sind. Trotzdem halten sich die Abgeordneten bei einem Großteil der Abstimmungen im Parlament an die Vorgaben ihrer Fraktionsführung. In einer Parteiendemokratie existiert immer ein indirekter Fraktionszwang, da eine Partei Sanktionen androhen oder ausüben kann, etwa indem sie die Wiederwahl eines „Abweichlers“ nicht unterstützt.

## Gründe
Es wird heute überwiegend davon ausgegangen, dass eine gewisse Fraktionsdisziplin für ein parlamentarisches Regierungssystem nötig ist, um die erforderliche Stabilität und Zuverlässigkeit bei der Beschlussfassung zu gewährleisten. Als Gründe für die Fraktionsdisziplin werden genannt:
- Jede Partei muss sich, um ihre Interessen durchsetzen zu können, auf ihre Abgeordneten verlassen, und umgekehrt sind die Abgeordneten der Partei im Wahlkampf meist auf die Unterstützung der Partei angewiesen.[5] Außerdem erwartet der Wähler für seine Wahlentscheidung meist ein klares Profil der Partei, das nur durch ein im Wesentlichen einheitliches Abstimmungsverhalten erreicht werden kann.
- Wenn Abgeordnete sich nicht an das Programm ihrer Partei (oder bei Koalitionsregierungen nicht an das Koalitionsprogramm) halten, so werden diese Entscheidungspakete wieder aufgeschnürt. Dies wird als problematisch gesehen, weil beim Mehrheitsprinzip durch die Bündelung der einzelnen Punkte in einem Programm eine unterschiedlich starke Betroffenheit der Wähler von den Einzelentscheidungen besser berücksichtigt werden kann.
- Kein Abgeordneter kann in allen Fachthemen ausreichende Sachkenntnis haben und muss sich daher an den Meinungen Anderer orientieren. So kann ein Fraktionsmitglied in Teilbereichen die Fraktionsmeinung maßgeblich prägen, während es sich in anderen Teilbereichen darauf verlassen kann, dass die Entscheidungen der Fraktion von darauf spezialisierten Experten anhand fundierter Argumente gefällt werden.
- Ohne Fraktionsdisziplin wäre die Arbeitsfähigkeit der Regierung stark eingeschränkt, da von Abweichlern aus der eigenen Fraktion und von der Opposition (deren Abgeordnete der Meinung sind, die Regierung müsse abgelöst werden) die Gesetzgebung blockiert werden würde.
- Es kann durchaus eine Gewissensentscheidung sein, Gesetzen zuzustimmen, die nicht der eigenen Überzeugung entsprechen, da Alternativen (Regierungswechsel) oder die Unterstützung durch die Fraktion bei einem anderen Thema schwerer wiegen. Innerparteiliche Diskussionen, die durch viele von der Fraktionsmehrheit im Parlament abweichend Stimmende an die Öffentlichkeit gelangen, können dazu führen, dass die Partei als uneinig und zerstritten wahrgenommen wird. Ein solches Image sehen manche als Grund schlechterer Wahlergebnisse.

## Unterschiede in verschiedenen Parlamenten
Je nach politischem System und politischer Kultur kann die Fraktionsdisziplin in verschiedenen Staaten unterschiedlich stark ausgeprägt sein. So ist etwa in Staaten mit einem Verhältniswahlrecht die Rolle der Parteien für den Wahlkampf deutlich wichtiger als in Staaten mit Mehrheitswahlrecht. Über die Aufstellung von Wahllisten haben die Parteien hier einen größeren Einfluss auf die Kandidaturen und damit ein wirksames Sanktionsinstrument. Zugleich werden Kandidaten von Wählern häufig vor allem als Mitglieder ihrer Partei wahrgenommen; es wird also erwartet, dass sie nach der Wahl deren Programm umsetzen.
In reinen Mehrheitswahlsystemen, wie sie etwa in Großbritannien und den USA üblich sind, steht dagegen die individuelle Persönlichkeit der Wahlkreiskandidaten stärker im Mittelpunkt von Wahlkämpfen; prominente einzelne Politiker sind daher weniger auf die Unterstützung ihrer Partei angewiesen und haben häufiger ein Interesse daran, sich in ihren Heimatwahlkreisen gegebenenfalls auch gegen die Parteilinie zu profilieren. Um dennoch eine einheitliche Abstimmungsweise der Fraktionen zu gewährleisten, spielt in Großbritannien die Figur des Whip eine wichtige Rolle, der im Sinne der Parteilinie Druck auf einzelne Parlamentarier ausübt. Partei- und Fraktionsausschlüsse infolge abweichenden Abstimmungsverhaltens sind hier – etwa im Vergleich zu Deutschland – verhältnismäßig einfach durchzusetzen. In präsidentiellen Systemen wie den USA, wo auch die Wahlkampffinanzierung häufig von den Abgeordneten selbst und nicht von den Parteien bestritten wird, ist der Einfluss der Whips geringer und auch die Fraktionsdisziplin ist insgesamt niedriger. Der daraus folgende Verlust an politischer Stabilität des Parlaments wird im politischen System der USA durch die verhältnismäßig starke Exekutive wieder ausgeglichen.

### Deutschland
In der Bundesrepublik Deutschland sind die Bundestagsabgeordneten laut Art. 38 Abs. 1 Satz 2 Grundgesetz „Vertreter des ganzen Volkes, an Aufträge und Weisungen nicht gebunden und nur ihrem Gewissen unterworfen“. In der Realität wird aber auch der Deutsche Bundestag durch Parteien und Fraktionen dominiert. Eine Bundestagsfraktion hat durchaus Möglichkeiten (soziale Kontrolle, Verhinderung der Wiederwahl eines Abgeordneten, Hinweis auf mögliche Folgen für andere Themen, Außendarstellung der Partei), Abgeordnete zu einem fraktionskonformen Abstimmungsverhalten zu bewegen. Diese Form der Fraktionsdisziplin stellt keinen Verstoß gegen Art. 38 Abs. 1 Satz 2 Grundgesetz dar und ist grundsätzlich zulässig.
Die Fraktion stimmt meist vorher (intern) über eine Entscheidung ab; an das Ergebnis dieser Abstimmung halten sich fast immer alle Mitglieder der Fraktion. Die Fraktionsdisziplin ist in keinem Gesetz und keiner Geschäftsordnung verankert; sie wird jedoch, gerade bei Koalitionsregierungen, regelmäßig in den Koalitionsverträgen deutscher Parteien festgeschrieben. Die Sicherstellung der einheitlichen Abstimmungsweise zählt zu den Aufgaben des parlamentarischen Geschäftsführers der Fraktionen. Lässt sich die Fraktionsdisziplin in der Regierungskoalition nicht einfach durchsetzen, kann der Bundeskanzler eine Gesetzesabstimmung mit einer Vertrauensfrage verknüpfen, um so den Druck auf die Abgeordneten zu erhöhen.
Ein Abgeordneter hat jederzeit das Recht, seine Fraktion zu verlassen. Umgekehrt können Abgeordnete bei „fraktionsschädigendem Verhalten“ auch aus ihrer Fraktion ausgeschlossen werden; diese Entscheidung unterliegt allerdings strengeren Bedingungen und ist gerichtlich anfechtbar. Ein ausgetretener oder ausgeschlossener Abgeordneter behält sein Mandat und bleibt als fraktionsloser Abgeordneter im Parlament. Er verliert damit aber bestimmte Rechte, die nur Mitgliedern einer Fraktion zustehen.
Insbesondere bei kontroversen Entscheidungen, wie zum Beispiel bezüglich Schwangerschaftsabbruch, der Abschaffung der Verjährung von Morden, bei der Präimplantationsdiagnostik oder bei Entscheidungen zur Organspende gibt die Fraktionsführung in der Regel die Abstimmungen frei. Auch die Abstimmung zur „gleichgeschlechtlichen Ehe“ im Sommer 2017 gab Bundeskanzlerin Merkel vorab frei.

### Europäisches Parlament
Im Europäischen Parlament, dessen Fraktionen sich aus europaweiten Parteienzusammenschlüssen zusammensetzen, war die Fraktionsdisziplin zunächst sehr schwach ausgeprägt. Obwohl die Sitzordnung sich seit Gründung des Parlaments an den Fraktionen, nicht an der nationalen Herkunft der Abgeordneten orientierte, erfolgten Abstimmungen häufig auch entlang nationaler Grenzen. Dies lag zum einen an den programmatischen Unterschieden der verschiedenen nationalen Mitgliedsparteien der Fraktionen, zum anderen aber auch an den geringen Mitspracherechten, die das Parlament insgesamt in der Europapolitik besaß: Einzelne Parlamentarier konnten deshalb häufiger von der Fraktionslinie abweichen, da das Ergebnis der Abstimmung letztlich ohnehin nur begrenzte Bedeutung hatte.
Dies änderte sich zum einen durch die Entstehung der Europaparteien seit den 1970er Jahren, zum anderen durch die gestiegenen Mitspracherechte seit Einführung des Mitentscheidungsverfahrens im Vertrag von Maastricht 1992. Insbesondere seit den 1990er Jahren setzte eine zunehmende „Professionalisierung“ des Parlaments ein, die sich auch durch eine höhere Fraktionsdisziplin ausdrückte. So stimmten die Abgeordneten der größeren Fraktionen in der Legislaturperiode 2004–2009 in rund 90 % aller Entscheidungen im Sinne ihrer Fraktion.

Im Jahr 2018 ist die Fraktion „Die Grünen/Europäische Freie Allianz (EFA)“ im EU-Parlament am geeintesten aufgetreten bei Abstimmungen im Europäischen Parlament (97 %), gefolgt von den progressiven Sozialdemokraten (S&D) (95 %) und der Fraktion der Europäischen Volkspartei und Christdemokraten (EPP) (94 %).

Die Fraktionen „Europäische Konservative und Reformer (ECR)“ (78 %), „Europa der Nationen und der Freiheit (ENF)“ (75 %) und „Europa der Freiheit und der direkten Demokratie (EFDD)“ (55 %) waren dagegen am meisten zerstritten und hatten die meisten Abweichler. Alle drei zuletzt genannten, am meisten zerstrittenen Fraktionen (ECR, ENF und EFDD) sind rechtspopulistisch und EU-skeptisch oder -kritisch.
Ein Beispiel für einen Fall, bei dem Abgeordnete des Europäischen Parlaments unter Druck gesetzt wurden, dem Beschluss ihrer Fraktion zuzustimmen (Fraktionszwang); war die Abstimmung zu Artikel 13 des geplanten EU-Leistungsschutzrecht-Gesetzes:

“I know that several members of our committee have come under huge pressure to vote in favour of this particular proposal. The German CDU […] has been reportedly pressuring them […] there have been reports of threats of members not being allocated reports and parliamentary positions if, basically, they don’t do as they are told.”

„Ich weiß, dass mehrere Mitglieder unseres Ausschusses massiv unter Druck gesetzt wurden, um für genau diesen Vorschlag zu stimmen. Die CDU […] hat sie Berichten zufolge unter Druck gesetzt […] es gab Berichte von Drohungen, dass Abgeordnete keine Berichte und parlamentarische Ämter zugeteilt bekommen würden, wenn sie, im Endeffekt, nicht spuren.“

Da es im Europäischen Parlament jedoch nach wie vor keine Aufteilung in Regierungs- und Oppositionsfraktionen gibt, sind die Mehrheiten hier weiterhin flexibler und der Fraktionszwang geringer als in den meisten nationalen Parlamenten. Hinzu kommt, dass die Europaparteien keinen Einfluss auf die Kandidatenlisten bei der Europawahl haben. Diese werden jeweils von den einzelnen nationalen Parteien ausgearbeitet, sodass die Abgeordneten von diesen im Zweifel stärker unter Druck gesetzt werden können als von der europaweiten Dachpartei.

## Geschichte
Schon die ersten politischen Klubs (Fraktionen) in der Assemblée nationale der Französischen Revolution 1791 sowie in Deutschland in der Frankfurter Nationalversammlung 1848/49 bemühten sich durch ein geschlossenes Abstimmungsverhalten den Einfluss ihrer Mitglieder auf das Parlament zu verstärken. Allerdings waren diese Klubs zunächst nur sehr instabile Verbindungen, die meist keine organisierte Mitgliedschaft und internen Abstimmungsmechanismen besaßen. Die interne Kohärenz der Abstimmungen war daher deutlich niedriger.
Mit der Entstehung der modernen Parteien gewann die Fraktionsdisziplin als Bestandteil politischer Willensbildung an Bedeutung. Insbesondere marxistisch orientierte Parteien vertraten häufig das Konzept eines imperativen Mandats, durch das die einzelnen Abgeordneten an den Willen der Partei und damit wiederum an den Wählerwillen gebunden sein sollten. In Deutschland wurde die Fraktionsdisziplin während des Bismarck-Reiches besonders von der SPD durchgesetzt, die dadurch ihren Einfluss als wichtigste Oppositionspartei des Reichstags sicherstellte. Allerdings führte diese konsequente Haltung schließlich auch zur Spaltung der Partei infolge der Uneinigkeiten über die Burgfriedenspolitik während des Ersten Weltkriegs. Nachdem eine Gruppe von 18 Abgeordneten unter Führung des Partei- und Fraktionsvorsitzenden Hugo Haase gegen die von der Mehrheit der Fraktion geforderten Kriegskredite gestimmt hatte, wurden diese 1916 aus der Fraktion ausgeschlossen und gründeten 1917 die USPD.
In der Weimarer Republik schließlich zeichnete sich vor allem die KPD durch einen strengen Fraktionszwang aus, indem sie ihre Mitglieder Blankovorlagen für einen Verzicht auf ihr Mandat unterzeichnen ließ, von denen sie bei Verstoß gegen die Parteilinie Gebrauch machen konnte. Diese Praxis wurde jedoch für verfassungswidrig erklärt.
Auch in der Zweiten Republik sei es – laut dem mittlerweile aus der FPÖ ausgeschlossenen Politiker Werner Königshofer – zumindest in der ÖVP zwischenzeitlich in den 1950er- und 1960er-Jahren üblich gewesen, dass Abgeordnete vor Amtsantritt ein Blanko-Rücktrittsgesuch abgeben mussten, damit die Klubdisziplin besser eingefordert werden konnte. Auch die grünen Abgeordneten Madeleine Petrovic und Johannes Voggenhuber haben in Nationalratssitzungen diese Praktik erwähnt. Ob es tatsächlich solche Gesuche gab, geschweige denn zu solchen „Rücktritten“ kam, ist allerdings nicht weiter belegbar.